# Gasoducte

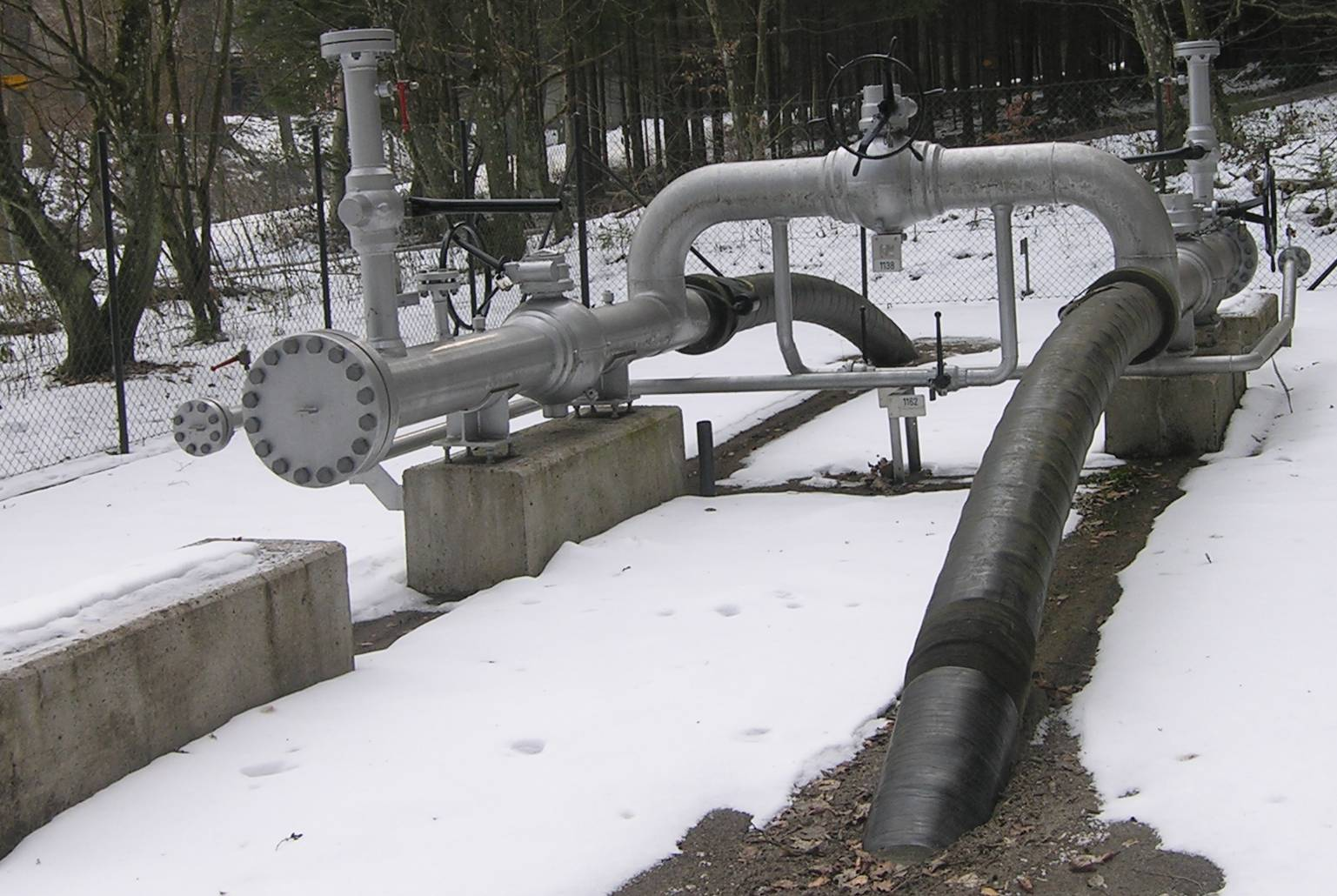
Un indicador d'inspecció de gasoductes, també conegut com pig pel seu nom en anglès, pertanyent al gasoducte de gas natural a Suïssa

Un gasoducte és una conducció que serveix per a transportar gasos combustibles, com el gas natural, a gran escala. És molt important la seva funció en l'activitat econòmica actual.

## Construcció
Consisteix en una conducció de canonades d'acer, per les quals el gas circula a altes pressions. On sigui possible, es construïxen sobre la superfície. No obstant això, en àrees que siguin més desenvolupades, urbanes o amb flora sensible, s'enterren a una profunditat típica d'1 metre. Si la distància és llarga, hi ha d'haver estacions de bombeig a intervals. L'inici del gasoducte pot ser un jaciment o un port de mar on arriben bucs (pel gas natural, s'anomenen metaners) que transporten el gas liquat (en estat líquid, a alta pressió).
Per a creuar un riu en el traçat d'un gasoducte s'utilitzen principalment dues tècniques, la perforació horitzontal i la perforació dirigida, amb elles s'aconsegueix que tant la flora com la fauna del riu i de la ribera no es vegin afectades. L'estesa per mar es fa des de vaixells especialment dissenyats, els quals van dipositant en el jaç marí la canonada a partir d'una bobina. Per a dur el gas fins a les llars i comerços, cal disposar petites sortides d'alimentació fins a les xarxes de canonades dintre d'aquestes edificacions. Regulacions estatals als Estats Units i Canadà requereixen que els gasoductes enterrats estiguin protegits de la corrosió. Sovint, el mètode més econòmic és recobrir el gasoducte amb protecció catòdica (per exemple, alumini).

## Circulació del gas
La pressió a la qual circula en gas pel gasoducte és normalment de 72 bar en les xarxes bàsiques de transport i 16 bar en les xarxes de distribució. El canvi de pressions es fa de forma anàloga a les xarxes elèctriques (alta tensió/baixa tensió), en aquest cas s'utilitzen estacions de regulació i mesura, per mitjà d'uns reguladors de pressió de membrana es regula la pressió de sortida que es necessiti.

## Servitud
A Espanya, als llocs per on passa un gasoducte s'estableixen les següents limitacions a la propietat: 
1. Prohibició d'efectuar treballs de llaurat o similars a una profunditat superior a 50 centímetres, així com plantar arbres o arbustos a una distància inferior a 2 metres, a comptar des de l'eix de la canonada.
2. Prohibició de realitzar qualsevol tipus d'obres, construcció, edificació o efectuar cap acte que pogués danyar o pertorbar el bon funcionament de les instal·lacions a una distància inferior a 10 metres de l'eix del traçat, a un costat i a l'altre d'aquest. Aquesta distància podrà reduir-se sempre que se sol·liciti expressament i es compleixin les condicions que a casa cas fixi l'òrgan competent de l'Administració.
3. Lliure accés del personal i equips necessaris per a poder mantenir, reparar o renovar les instal·lacions amb pagament, si escau, dels danys que s'ocasionin.
4. Possibilitat d'instal·lar fites de senyalització o delimitació i els tubs de ventilació, així com de realitzar les obres superficials o  subterrànies que siguin necessàries per a l'execució o funcionament de les instal·lacions.

## Accidents
Els gasoductes transporten material inflamable i volàtil, pel que són font de preocupacions de seguretat 
- 4 de juny de 1989 - espurnes de dos trens que anaven passant van detonar gas natural liquat d'un gasoducte amb fuites a prop d'Ufa, Rússia. Es van comptabilitzar un màxim de 645 persones mortes.
- 19 d'agost de 2000 - la ruptura d'un gasoducte de gas natural que va esclatar en flames prop de Carlsbad, Nou Mèxic va matar a 12 membres de la mateixa família. La causa va ser la severa corrosió interna del gasoducte.
- 30 de juliol de 2004 - un gasoducte principal va explotar en Ghislenghien, Bèlgica (trenta quilòmetres al sud-oest de Brussel·les), matant almenys 23 persones i deixant 122 ferits, alguns amb ferides crítiques.(CNN) Arxivat 2007-02-09 a Wayback Machine. (Expatica) Arxivat 2007-02-09 a Wayback Machine.
- 22 de novembre de 2006 - el pes del fang solidificat provinent de l'erupció accidental d'un volcà de fang, a l'illa de Java, enfonsa un gasoducte, provocant una explosió que mata 13 treballadors de les tasques de contenció del fang.

## Gasoductes

### A Europa del Sud
- El gasoducte Pere Duran Farell (GPDF) o gasoducte Magreb-Europa (GME) uneix Algèria amb Espanya a través del Marroc i l'estret de Gibraltar.
- El gasoducte Midcat que ha d'unir la xarxa europea amb la península Ibèrica, a través de França i Catalunya, havia quedat en via morta a causa del poc interés per part França, però va a tornar a activarse l'octubre de 2015, segons EFE el projecte està força avançat del costat espanyol, ja que està acabat fins a Figueres (Girona), i només queda arribar fins a la frontera, encara que porta bastant retard en el costat francès.[2] Aquest gasoducte ha de permetre a Espanya deixar de dependre d'Algèria com a proveïdor majoritari de gas natural i, per tant, dels preus que pot imposar-li aquest país, que a la pràctica pot actuar com a monopoli.
- El gasoducte Medgaz uneix Algèria amb Espanya travessant un tros més ample del mediterrani, de Beni Saf a Almeria, és un projecte francoespanyol en construcció i començarà a ser operatiu el 2011.
- El gasoducte Enrico Mattei o gasoducte Transmediterrani uneix Algèria amb Itàlia a través de Tunísia.
- Etc.